# Human Touch
Human Touch je deváté studiové album Bruce Springsteen. Album vyšlo v březnu 1992 pod značkou Columbia Records, ve stejný den jako album Lucky Town.

## Seznam skladeb
| Pořadí | Název                        | Délka |
| ------ | ---------------------------- | ----- |
| 1.     | Human Touch                  | 6:31  |
| 2.     | Soul Driver                  | 4:39  |
| 3.     | 57 Channels (And Nothin' On) | 2:28  |
| 4.     | Cross My Heart               | 3:51  |
| 5.     | Gloria's Eyes                | 3:46  |
| 6.     | With Every Wish              | 4:39  |
| 7.     | Roll of the Dice             | 4:17  |
| 8.     | Real World                   | 5:26  |
| 9.     | All or Nothin' at All        | 3:23  |
| 10.    | Man's Job                    | 4:37  |
| 11.    | I Wish I Were Blind          | 4:48  |
| 12.    | The Long Goodbye             | 3:30  |
| 13.    | Real Man                     | 4:33  |
| 14.    | Pony Boy                     | 2:14  |

## Obsazení
- Bruce Springsteen – kytara, zpěv, baskytara v „57 Channels (And Nothin' On)“
- Randy Jackson – baskytara
- Jeff Porcaro – bicí, perkuse
- Roy Bittan – klávesy
- Sam Moore – doprovodný zpěv v „Soul Driver“, „Roll of the Dice“, „Real World“ a „Man's Job“
- Patti Scialfa – doprovodný zpěv v „Human Touch“ a „Pony Boy“
- David Sancious – Hammondovy varhany „Soul Driver“ a „Real Man“
- Bobby King – doprovodný zpěv v „Roll of the Dice“ a „Man's Job“
- Tim Pierce – kytara v „Soul Driver“ a „Roll of the Dice“
- Michael Fisher – perkuse v „Soul Driver“
- Bobby Hatfield – doprovodný zpěv v „I Wish I Were Blind“